# Kaat Bomans
Kaat Bomans, voorheen Franky Bomans, is een personage uit de televisieserie Thuis. Franky was van 2003 tot 2013 in Thuis te zien. In 2015 keerde zij even terug in de reeks en werd duidelijk dat zij een geslachtsoperatie wilde. Op 3 februari 2016 keerde het personage terug als transgender onder de naam Kaat Bomans.

## Acteurs
Van 2003 tot april 2009 werd de rol gespeeld door Josip Koninckx, tussendoor soms ook door Kenneth Penninckx. Hij werd vervangen door Braam Verreth omdat men een volwaardig personage nodig had. Omwille van de Wet op Kinderarbeid kon men Josip niet houden.
Na twee jaar de rol van Franky te hebben gespeeld, wilde Braam Verreth zich volledig concentreren op theater. Vanaf augustus 2011 nam Genkenaar Jef Hoogmartens de rol over. Eind oktober 2013 verliet ook deze de serie. Hij kwam in juni 2015 kort even terug. 
Sinds 3 februari 2016 wordt de rol gespeeld door Leen Dendievel en heeft de transseksuele Franky een andere naam aangenomen: Kaat.

## Fictieve biografie Kaat Bomans
Kaat belt haar moeder Simonne op vanuit Amerika met de melding dat zij binnenkort terug naar België verhuist. De procedure tot geslachtsverandering is volop bezig. Frank is niet te spreken over deze operatie en wil zijn kind niet meer zien. Simonne staat er op dat Kaat bij hen komt inwonen tot groot ongenoegen van Frank. Bij Kaat haar thuiskomst verlaat Frank dan ook het huis. Kaat wil niet dat zij tussen haar ouders komt te staan en verhuist naar een leegstaande kamer bij haar neef Lowie Bomans. Ze start in de wafelbakkerij bij De Withoeve.
Kaat valt al snel voor Toon Vrancken, maar hij heeft geen interesse sinds hij weet dat Kaat transgender is. Uiteindelijk kan Kaat Toon verleiden en hebben ze seks. De volgende dag wil Toon haar niet meer zien. Hierna had ze even een relatie met Kobe, de chef-kok van de Withoeven. Ook deze relatie liep niet veel later op de klippen.

## Fictieve biografie Franky Bomans
Franky wordt geboren op 4 maart 1997 als zoon van Frank Bomans en Simonne Backx. In zijn kinderjaren zet zijn vader zijn eigen dood in scène en later scheiden zijn ouders. Franky probeert zijn moeder en vader terug bij elkaar te brengen en verbazingwekkend gebeurt dit ook. Franky wordt ontvoerd door zijn oom Luc omdat Luc wil weten waar zijn ex-vrouw Leontien Vercammen zich schuilhoudt met hun zoon Lowie Bomans.
Wanneer Franky 16 is, wordt hij gepest door Bram Schepers. Uiteindelijk worden de twee goed bevriend. Samen gaan ze bij Sanitechniek op leercontract als loodgieter. Franky start een relatie met Hanne Goris, maar dit duurt niet lang.
Wanneer Mo Fawzi zijn aandelen bij Sanitechniek verkoopt, worden deze door Frank gekocht. Frank wil deze aandelen aan Franky schenken wanneer deze laatste meerderjarig is. Ook koopt Frank de aandelen van Kris Moreels over om deze ook aan Franky te schenken. Daardoor zal Franky 50% van de aandelen bezitten. Echter, Frank heeft voor dit laatste de geheime erfenis van Bram's vader, 50.000 euro, gestolen. Franky achterhaalt dit en sindsdien gaat zijn volledige aandacht naar Bram. Eline, die met Franky een koppel vormt, verbreekt de relatie omdat ze denkt dat hij homo zou zijn.
Franky kan zijn vader overtuigen om de 25% aandelen van Kris te schenken aan Bram. Tijdens de verzoeningspoging steekt Bram in een vlaag van woede Frank neer. Omwille van Bram zijn rebelse jeugd neemt Franky de schuld op zich en belandt ten onrechte anderhalve maand in een jeugdgevangenis. Bram wil zich toch aangeven, maar op aanraden van Franky laten ze alles bij wat het is. Het gevolg van de steekpartij is dat Frank zijn zoon niet meer wil zien. Daarom gaat Franky boven Sanitechniek wonen. Hij overtuigt Bram om te komen inwonen.
In maart 2011 komt Franky gedeeltelijk uit de kast. Hij start een relatie met Max, maar deze houdt niet lang staande aangezien Max enkel seks wil. Daarna tracht hij Bram te verleiden, maar hij heeft diens intenties niet door. Wanneer Franky Bram uiteindelijk tracht te kussen, loopt Bram woedend weg en verhuist hij. Franky licht zijn ouders in dat hij homoseksueel is. Frank verbreekt uit schaamte enige tijd alle contact met zijn zoon. Wanneer Franky en Bram samen dansen op een feest, komt het tot een ruzie tussen Frank en zijn zoon. Daarbij verraadt Simonne dat Frank werd neergestoken door Bram, wat zij eerder via Paulien Snackaert toevallig te weten is gekomen. Frank tracht daarop Bram, die ondertussen is gevlucht, te verdrinken, wat mislukt.
Omdat Frank niet wil aanvaarden dat zijn zoon homo is, wil Luc Franky adopteren. Nadat Frank dit te horen krijgt, stort hij in en geeft hij aan Simonne toe dat hij zijn zoon mist. Wanneer Frank zijn zoon en diens nieuwe vriend Tibo Timmermans, een spoedverpleger, komt uitnodigen voor Kerstmis, gaat Franky niet in op de uitnodiging. Doch op kerstdag verandert hij van mening en gaat alsnog naar het feest. Frank begint Franky's situatie te accepteren. Franky wordt enkele weken werkonbekwaam nadat een meute hooligans hem rammel gaf omwille van zijn homoseksualiteit.
De relatie tussen Franky en Tibo komt onder druk te staan wanneer blijkt dat Tibo een tienerdochter heeft: Jana. Jana is het resultaat van een afspraak tussen Tibo en zijn lesbische vriendin Ellen, die een grote kinderwens had. Tibo doneerde voor geld sperma aan Ellen. Franky heeft het er moeilijk mee en zeker wanneer hij verneemt dat Jana op natuurlijke manier werd verwekt en dat daarvoor meerdere pogingen nodig waren. Daarbij komt dat Jana een relatie start met Bram en dat Tibo niets van Bram moet hebben. 
Franky vraagt Tibo op originele manier ten huwelijk: hij veinst een zwaar ongeval te hebben gehad en verrast zo Tibo op de spoeddienst. Het huwelijksfeest mondt uit in een nachtmerrie: Tibo betrapt Jana en Bram terwijl ze kussen, Kasper Adayef steelt de huwelijkscadeaus, Frank - die het moeilijk heeft dat twee mannen trouwen - drinkt zich stomdronken en Simonne wordt aangereden door een auto en wordt bewusteloos en bloedend gevonden. 
Na een zoveelste incident tussen Bram en Tibo vertrekt Bram met de noorderzon. Franky verkoopt zijn aandelen van Sanitechniek en start café "Frens" met Jens De Belder. Als blijkt dat Jana zwanger is van Bram, start Franky een zoektocht naar Bram en licht hem in. Dat wordt hem niet in dank afgenomen door Tibo, Jana en haar nieuwe vriend Lowie Bomans. Bram keert terug en herstart zijn relatie met Jana. Lowie kan de breuk met Jana niet verteren en aanziet Franky als schuldige. Lowie drinkt zichzelf in de Frens in een coma. Zijn vader Luc dient daarop klacht in tegen de Frens voor het schenken van sterke drank aan een minderjarige ondanks hij weet dat Lowie de drank zelf had binnengesmokkeld. Wegens onvoldoende bewijzen krijgt Frens een boete van 250 euro die door Frank wordt betaald.
In oktober 2013 vertrekken Franky en Tibo eindelijk op huwelijksreis naar de Verenigde Staten. Na enkele weken komt bericht dat de reis langer zal duren dan gepland. Nog later komt het nieuws dat ze in de Verenigde Staten blijven. Tibo werd ergens als privé-verpleger aangenomen. Tezamen hebben ze ook een wafelwinkel opgericht. Simonne, die regelmatig belt met Franky, vindt het na enige tijd vreemd dat Tibo nooit aanwezig blijkt te zijn en begint zich vragen te stellen.
In april 2015 krijgt Jens een telefoontje waarin Franky zegt dat hij reeds 6 maanden gescheiden is van Tibo. Als hij later terugkeert naar België, blijkt dat hij heeft besloten een transitie te ondergaan tot vrouw. Voor deze operatie moet zij terug naar Amerika. Net voor haar vertrek licht Franky haar moeder en grootmoeder in. Ze wijzigt haar naam in Kaat.  